# Präsidentschaftswahl in Guinea 2015
Die Präsidentschaftswahl in Guinea 2015 fand am 11. Oktober statt. Alpha Condé wurde mit 57,8 % der Stimmen für weitere fünf Jahre in seinem Amt bestätigt. 

## Ergebnis
| Kandidaten                                                                                                | Parteien                                                     | Stimmen   | %    |
| --- | ------------------------------------------------------------ | --------- | ---- |
| Alpha Condé                                                                                               | Rassemblement du peuple de Guinée                            | 2.284.827 | 57,8 |
| Cellou Dalein Diallo                                                                                      | Union des forces démocratiques de Guinée                     | 1.242.362 | 31,5 |
| Sidya Touré                                                                                               | Union des forces républicaines                               | 237.549   | 6,0  |
| Faya Lansana Millimouno                                                                                   | Bloc libéral                                                 | 54.718    | 1,4  |
| El Hadj Papa Koly Kourouma                                                                                | Générations pour la réconciliation, l'union et la prospérité | 51.750    | 1,3  |
| Lansana Kouyaté                                                                                           | Parti de l'espoir pour le développement national             | 45.962    | 1,2  |
| Ghandi Faraguet Tounkara                                                                                  | Union guinéenne pour la démocratie et le développement       | 19.840    | 0,5  |
| Marie Madeilein Dioubaté                                                                                  | Parti des écologistes de Guinée                              | 13.214    | 0,3  |
| Gesamt | Gesamt                                                       | 3.950.222 | 100  |
| |                                                              |           |      |
| Ungültige Stimmen                                                                                         | Ungültige Stimmen                                            | 185.091   | 4,5  |
| Wähler | Wähler                                                       | 4.135.313 | 68,4 |
| Wahlberechtigte                                                                                           | Wahlberechtigte                                              | 6.042.634 |      |
| |                                                              |           |      |
| Quellen: Cour constitutionnelle, Ergebnis – Kandidaten – MOE UE – CENI, Vorläufiges Ergebnis, 1. Wahlgang |                                                              |           |      |